# Hlboké
Hlboké é um município da Eslováquia, situado no distrito de Senica, na região de Trnava. Tem 20,212 km² de área e sua população em 2019 foi estimada em 940 habitantes.

## Demografia
| Ano:        | 1994 | 2004   | 2014   | 2024    |
| ----------- | ---- | ------ | ------ | ------- |
| Broj ljudi: | 872  | 905    | 939    | 1066    |
| Razlika:    |      | +3,78% | +3,75% | +13,52% |

| Ano:               | 2023 | 2024   |
| ------------------ | ---- | ------ |
| Número de pessoas: | 1030 | 1066   |
| Diferença:         |      | +3,49% |